# Mota del Cuervo (kommunhuvudort)
Mota del Cuervo är en kommunhuvudort i Spanien.   Den ligger i provinsen Provincia de Cuenca och regionen Kastilien-La Mancha, i den centrala delen av landet, 120 km sydost om huvudstaden Madrid. Mota del Cuervo ligger 710 meter över havet och antalet invånare är 6 020.
Terrängen runt Mota del Cuervo är platt. Runt Mota del Cuervo är det ganska glesbefolkat, med 30 invånare per kvadratkilometer. Närmaste större samhälle är Quintanar de la Orden, 17,9 km nordväst om Mota del Cuervo. Trakten runt Mota del Cuervo består till största delen av jordbruksmark.